# Château Pouget
Koordinaten: 45° 1′ 23,5″ N, 0° 39′ 24,6″ W

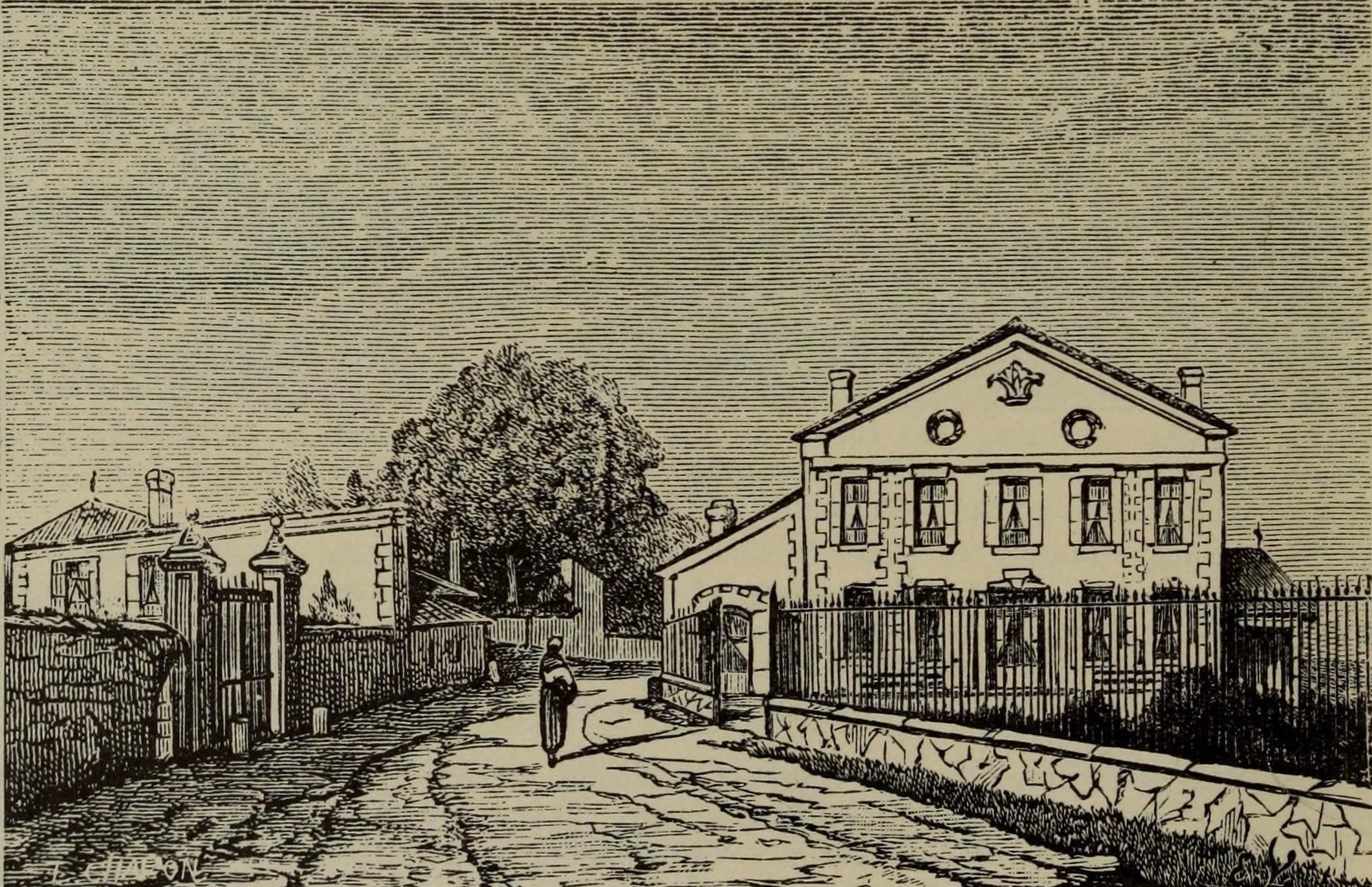
Château Pouget – Abbildung aus dem Jahr 1883.

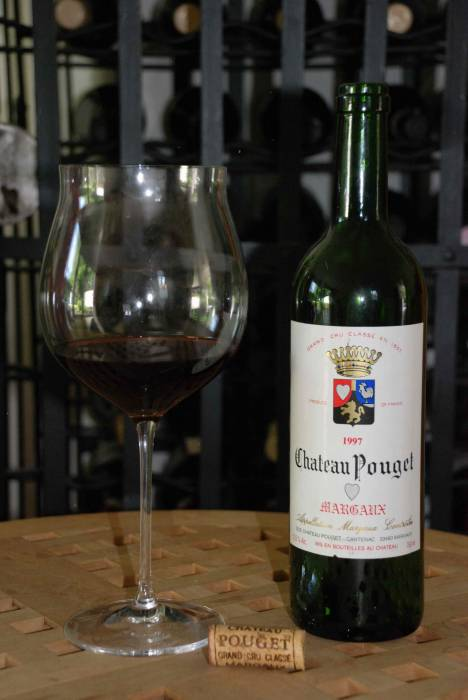
Château Pouget

Château Pouget ist ein Weingut von Bordeaux. Seit der Klassifikation von 1855 ist das Weingut als Quatrième Grand Cru Classé eingestuft (vierte Stufe der Klassifikation).
Das Gut liegt in Cantenac im Weinbaugebiet Margaux, es ist mit ca. 28 Hektar recht klein. Von der gesamten Nutzfläche sind ca. 10 ha mit Reben bepflanzt. 60 % der Fläche ist mit Cabernet Sauvignon, 30 % mit Merlot und 10 %  mit der Rebsorte Cabernet Franc bestockt. Die Reben haben ein Durchschnittsalter von 37 Jahren und die Pflanzdichte liegt bei hohen und somit qualitätsfördernden 10.000 Stock je Hektar. Das Gut erzeugt in mittleren Jahren inklusive seines Zweitweins ca. 50.000–60.000 Flaschen Rotwein. Bei einigen der letzten Jahrgänge wurde vermehrt auf den Einsatz der schwierigen Sorte Cabernet Franc verzichtet, so dass der Anteil des Merlot im Wein auf 40 % steigt, und den Wein runder macht. Der Boden besteht aus einige Meter starken Kiesablagerungen der Gironde aus der Zeit des Quartär.
Die manuelle Lese erstreckt sich über 10–25 Tage. Begonnen wird die Lese traditionell beim frühreifenden Merlot und endet, wenn der Cabernet Sauvignon seine optimale Reife erreicht hat. Die Maischegärung erfolgt im Beton- oder Edelstahlbehälter. Je nach Jahrgangsbeschaffenheit der Reben dauert die Gärung 8 bis 35 Tage. Es sind in der Regel die jungen Reben, die nur kurz im Kontakt mit der Maische stehen und dabei in den Zweitwein des Guts (früher Château La Tour Hassac, jetzt Antoine Pouget) eingehen. Von diesem Zweitwein werden jährlich ca. 24.000 Flaschen erzeugt.
Nach der Gärung reifen die Weine 12 bis 18 Monate im Barrique aus Eiche. Die Fässer werden jährlich zu 30 bis 50 % erneuert. Im Barrique erfolgt auch die kontrollierte malolaktische Gärung.
Seit über 30 Jahren verzichtet man konsequent auf Kunstdünger und seit 1997 werden die Weine aufgrund der langen Lagerung im Barrique nicht mehr gefiltert. Dadurch verfügen die Weine über mehr Geschmacksfülle.

## Geschichte
Château Pouget gehörte seit 1650 Etienne Monteil, Kanoniker von Saint-Émilion. Später überließ er die Leitung seinem Bruder Martin Monteil. Martins Enkelin Thérèse Dorlhiac schließlich setzte im Jahr 1748 als Erbe François Antoine Pouget des Besitzes ein. Dessen Tochter Claire heiratete 1771 Pierre-Antoine de Chavailles, Seigneur du Parc (Pfarrgemeinde von Mérignac), Anwalt und Generalsekretär der Stadt Bordeaux.
Fast 150 Jahre blieb das Gut in den Händen der Familie Pouget de Chavailles. Während der französischen Revolution wurde das Gut beschlagnahmt. Der Familie gelang es jedoch, einen Großteil des Guts im Jahr 1798 zurückzuerhalten. Ein kleiner Anteil der Nutzflächen wurde als Domaine National von der Verwaltung des Départements Gironde einbehalten.
Im Jahr 1855 wurde Château Pouget aus Anlass der Weltausstellung in den Rang eines vierten Gewächses, eines Quatrième Grand Cru gewählt. Erst zehn Jahre später baute die Familie einen der Straße zugewandten Teil des Gutsgebäudes in einen Wohnbereich um. An der Fassade wurden zwei Marmorplatten angebracht, auf denen die Geschichte der verschiedenen Klassifikationsversuche des Bordeaux dokumentiert sind. Bereits im Jahr 1775 erstellten die Weinhändler von Bordeaux auf Anfrage von Dupré de Saint-Maur eine Klassifikation aus Steuergründen an. Zu jener Zeit wurde ein Fass Wein des Guts für ca. 600 Pfund gehandelt. Schon damals wählten die Händler eine Klassifizierung in fünf Stufen, und Pouget war bereits Teil der vierten Stufe. 1834 wurde eine Auswertung der kommerziellen Verbindungen einzelner Güter des Départment Gironde veröffentlicht, bei dem das Gut abermals vordere Plätze einnahm.
Seit 1906 befindet sich das Gut im Besitz der Familie Guillemet, der seit 1932 auch das benachbarte Château Boyd-Cantenac gehört.